# زردپر

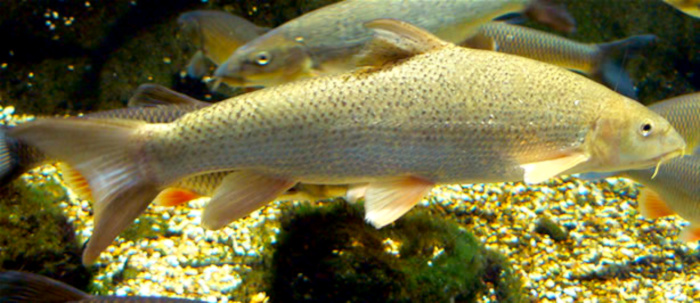
زردک

زَردَک، زَرده‌پَر، سَس‌ماهی یا بلیزم (به انگلیسی: Barbel)، نام گروهی از ماهی‌های بزرگ آب شیرین است که به کپور شباهت دارند.
برخلاف کپورها که معمولاً در ته حوضچه‌ها و آب‌های راکد زندگی می‌کنند، زردپرها معمولاً در آبگیرهای سنگی و صخره‌ای با جریان سریع آب یافت می‌شوند. این ماهی کف‌خوار و مهاجم هست. بیشتر از میگو، خرچنگ، قورباغه و لاشه آبزیان تغذیه می‌کند.
در ایران این گونه ماهی در رودخانه منتهی به دریای خزر زندگی می‌کنند. زردپر به علت شنا در خلاف جهت آب، دارای بدنی عضلانی و قدرتمند نسبت به دیگر ماهیان آب شیرین هست. زردپر تا وزن بالای ۱۰ کیلوگرم رشد می‌کند.
زردپر در میان صیادان دارای جایگاه خاصی هست که همیشه در اولویت صید صیادان قرار دارد. این ماهی را به دو روش انتظاری و اسپینیگ می‌توان صید کرد. در صید انتظاری زردپر می‌توان از دل، جگر، خمیر، بویله و کرم خاکی به کار برد.

## گونه‌ها
- زردک